# Соболівка (Борисовський район)
Соболівка (біл. вёска Собалеўка) — село в складі Борисовського району Мінської області, Білорусь. Село підпорядковане Мстижській сільській раді, розташоване в північно-східній частині області.